# Mezinárodní letiště Entebbe
Mezinárodní letiště Entebbe (IATA: EBB, ICAO: HUEN) je hlavní a největší letiště v Ugandské republice. Nachází se u městečka Entebbe, 35 km jihozápadně od hlavního města Kampaly na březích Viktoriina jezera. Je to jediné mezinárodní letiště v zemi. Letiště vlastní společnost Civil Aviation Authority of Uganda, která zde má ředitelství. Na letišti také sídlí ugandská národní letecká společnost Air Uganda.

## Historie
Letiště bylo otevřeno v roce 1951 za přítomnosti britské královny Alžběty Bowes-Lyonové. Nový mezinárodní terminál byl otevřen v roce 1970. Staré letiště je nyní používáno Ugandskými vojenskými silami a stalo se ústředním bodem během izraelské záchranné operace Entebbe v roce 1976.
Budovy na starém letišti byly nedávno kromě staré kontrolní věže zbourány. Místo původních hangárů byl v roce 2007 vystavěn nový domácí terminál, nové letiště zpracovává mezinárodní lety.

## Vzhled a vybavení
Nová kontrolní věž bylo postavena v roce 2002, zrekonstruována v roce 2007 a navádí letadla na dvě vzletové a přistávací dráhy o délkách 3000 m a 2408 m. Světelné navádění ranvejí bylo nainstalováno v roce 2005. V mezinárodním terminálu je malý VIP salonek, 12 odbavovacích pultů, obchodní zóna nebo autopůjčovna.

## Galerie

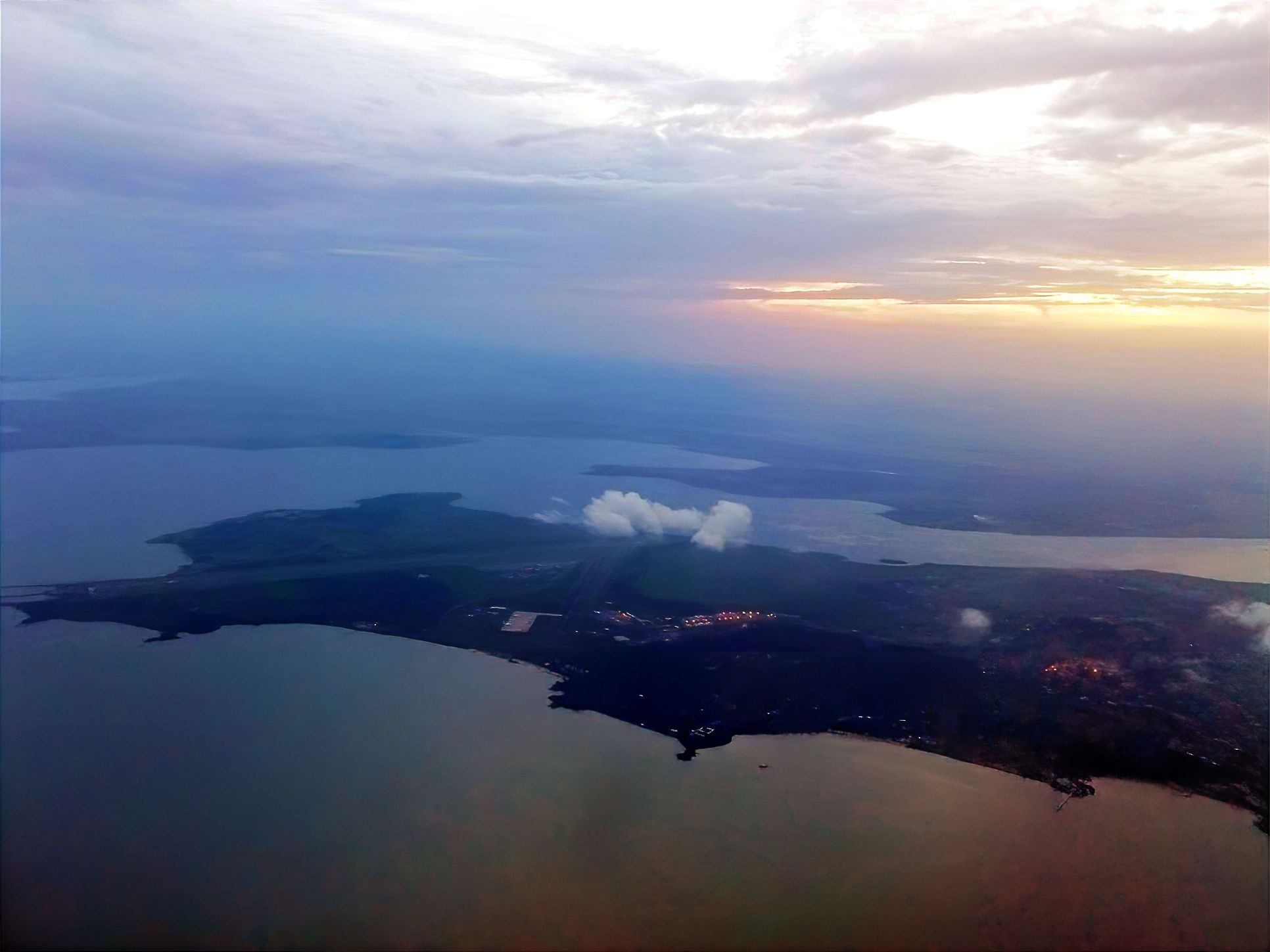
Letecký snímek letiště a okolí
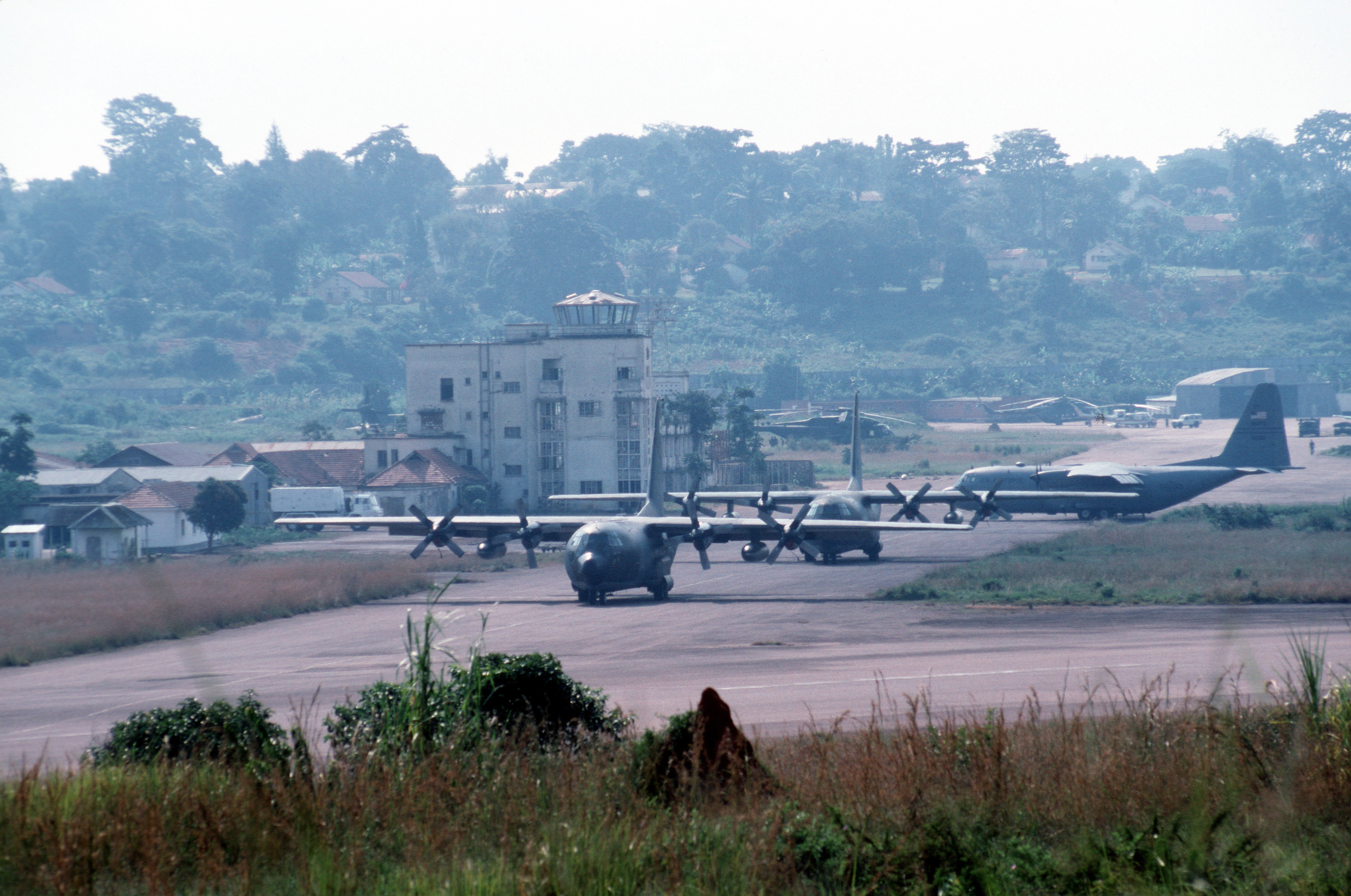
Staré letiště
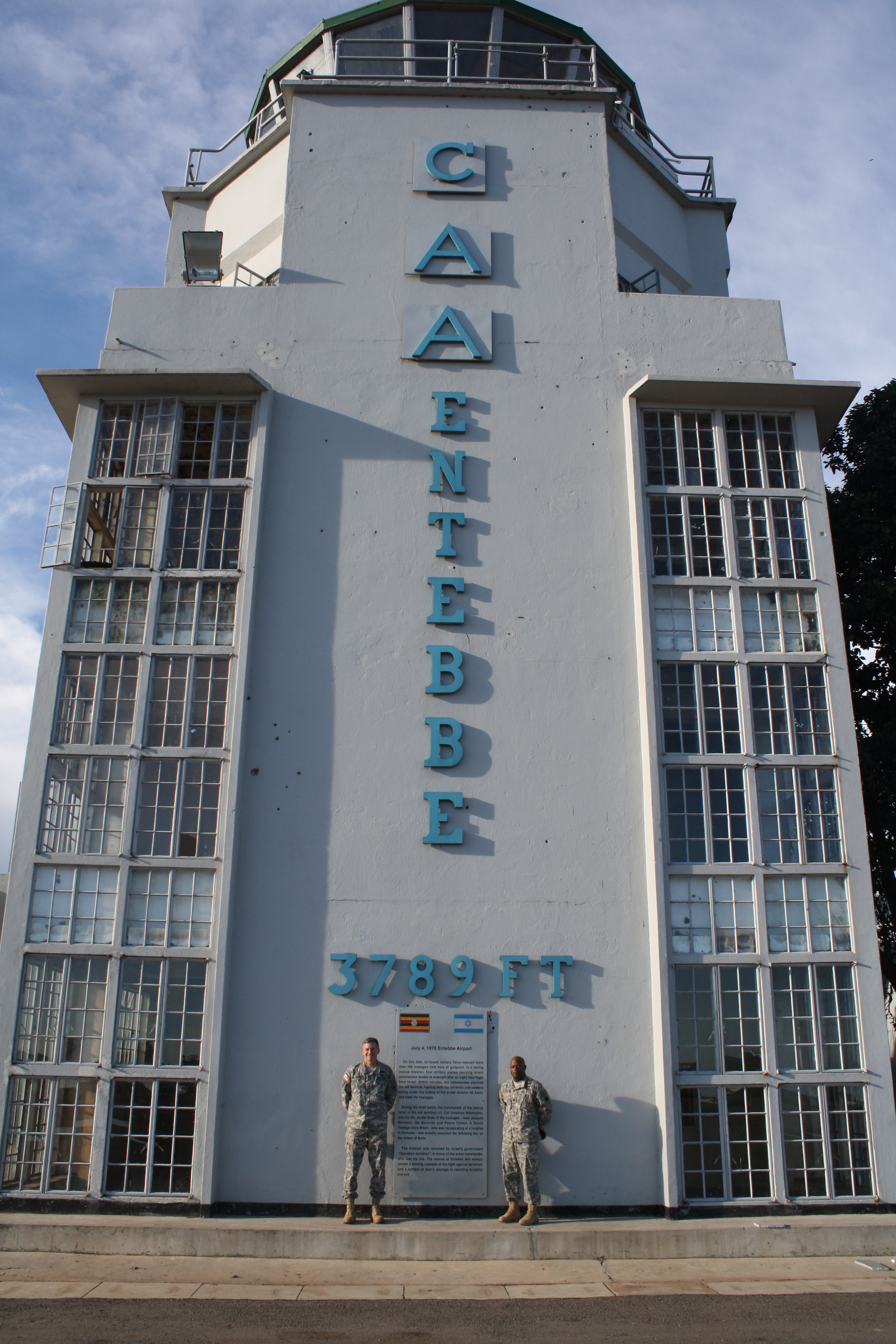
Kontrolní věž na novém letišti
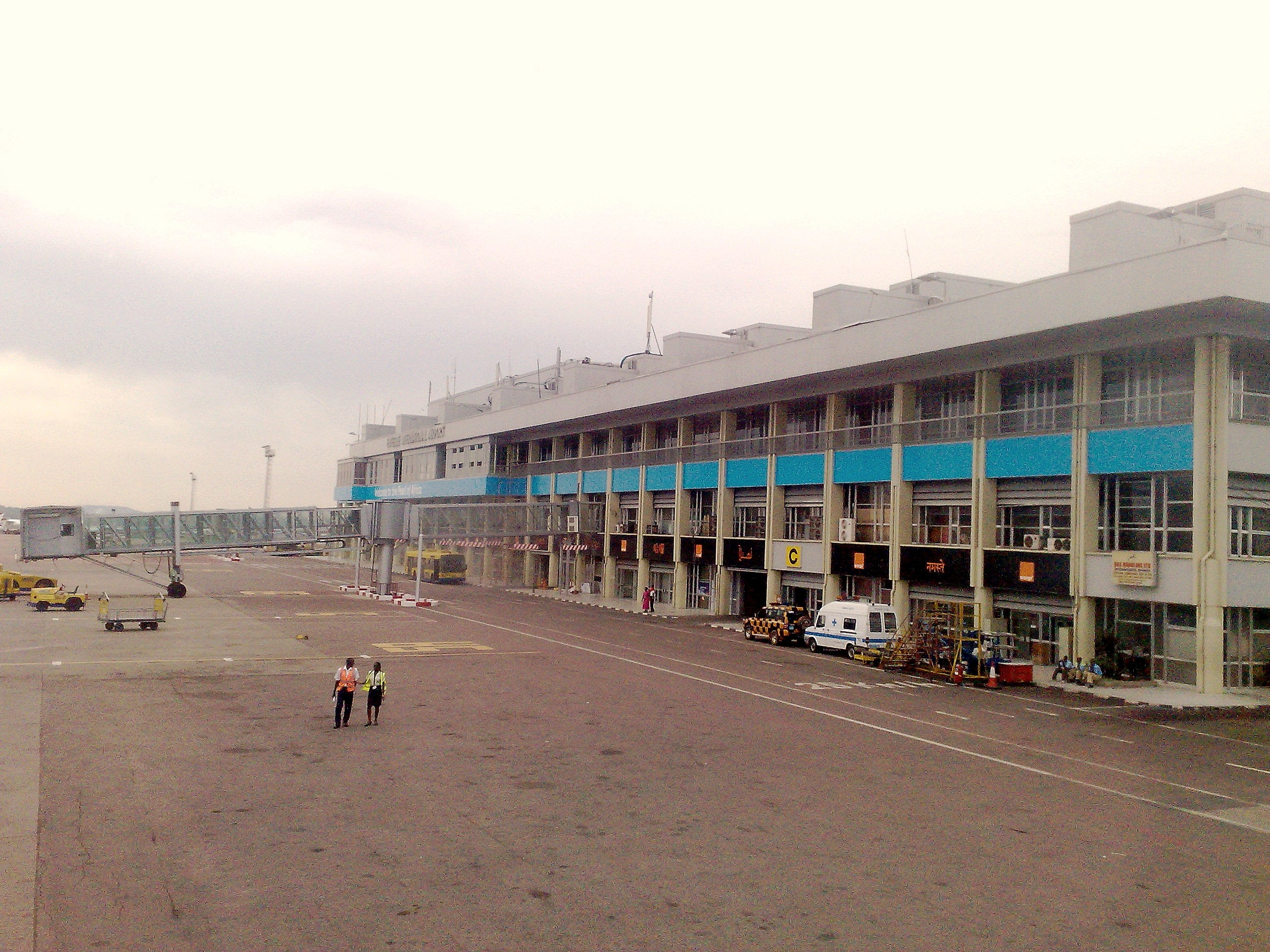
Mezinárodní terminál
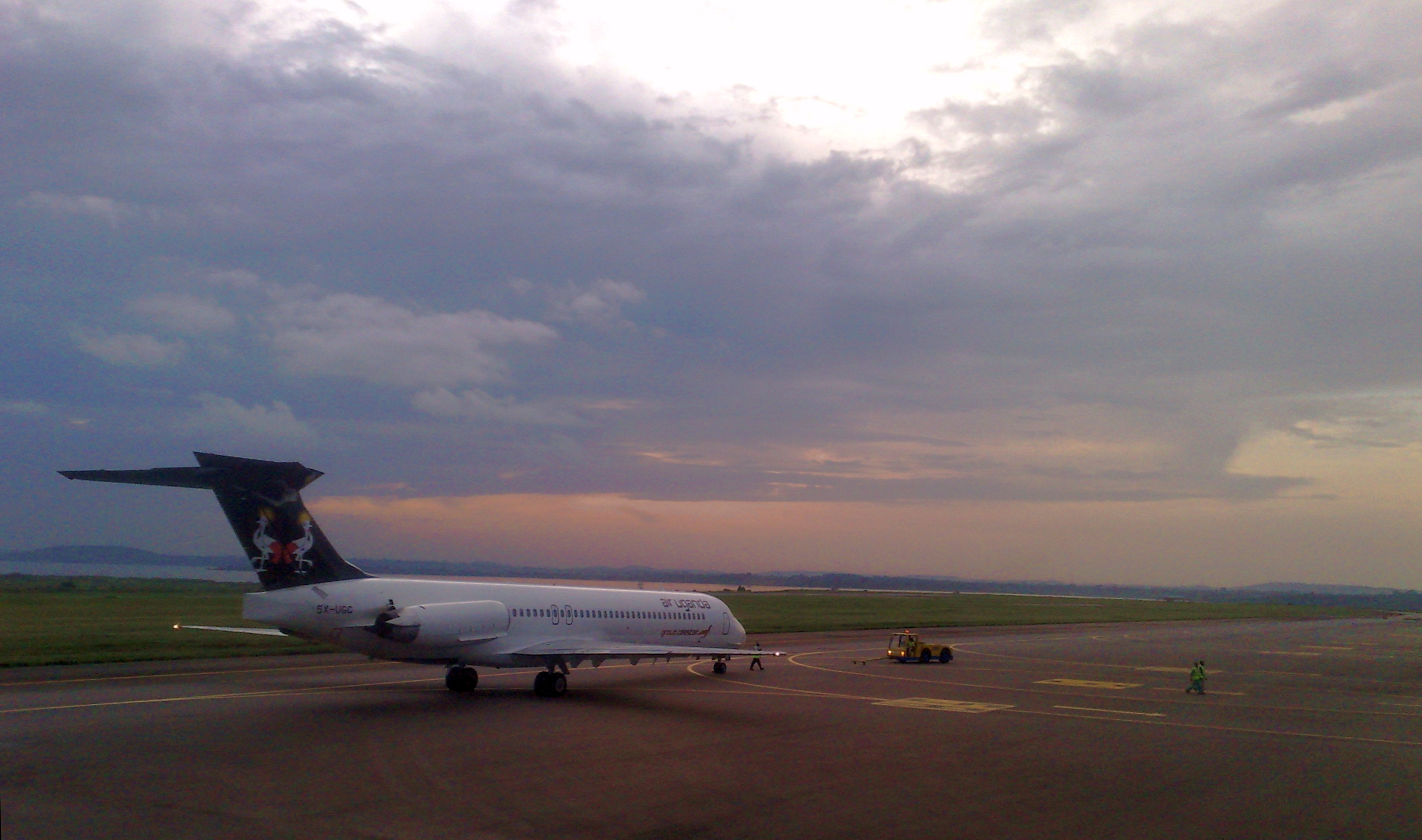
Air Uganda na letiště Entebbe
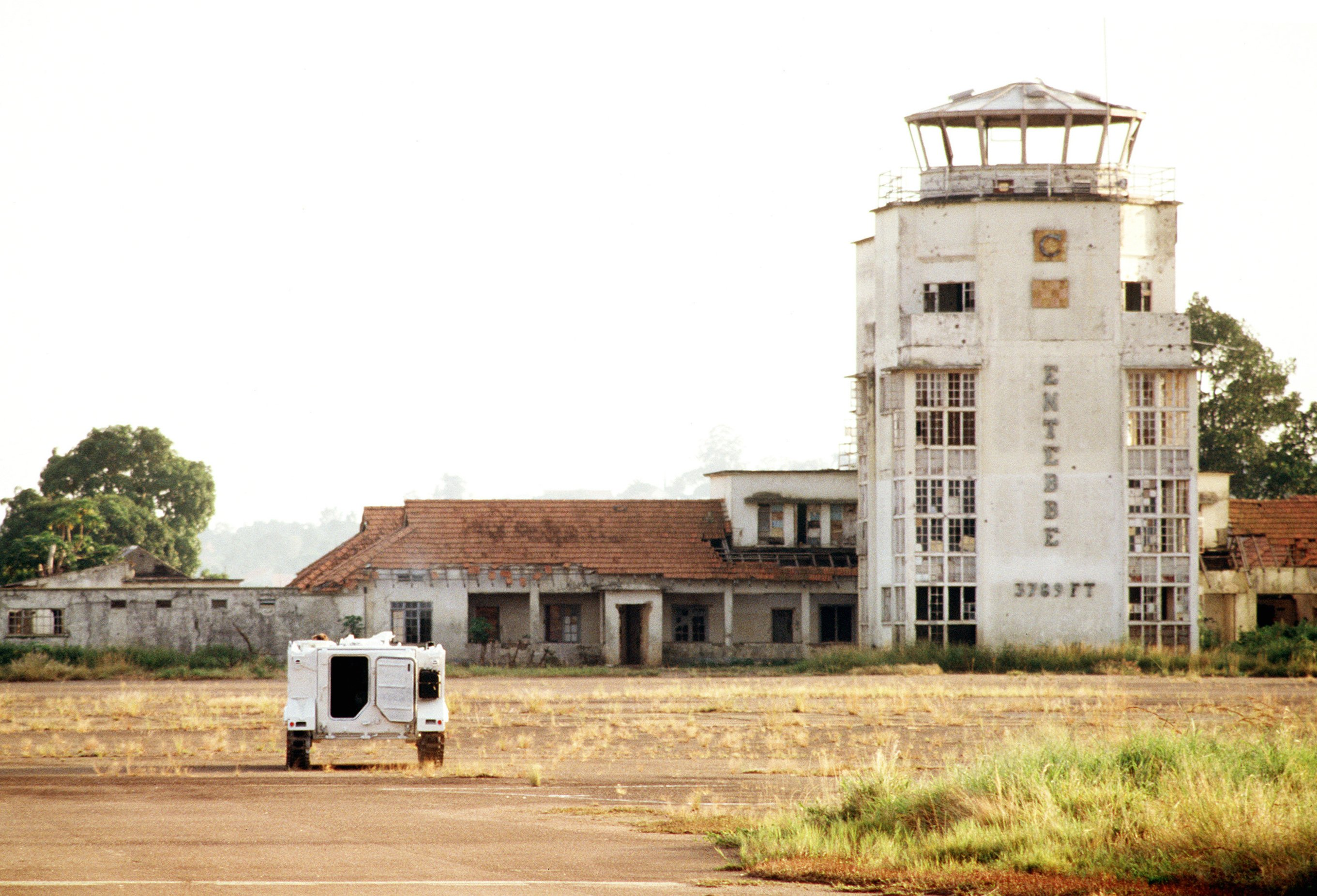
Kontrolní věž na starém letišti
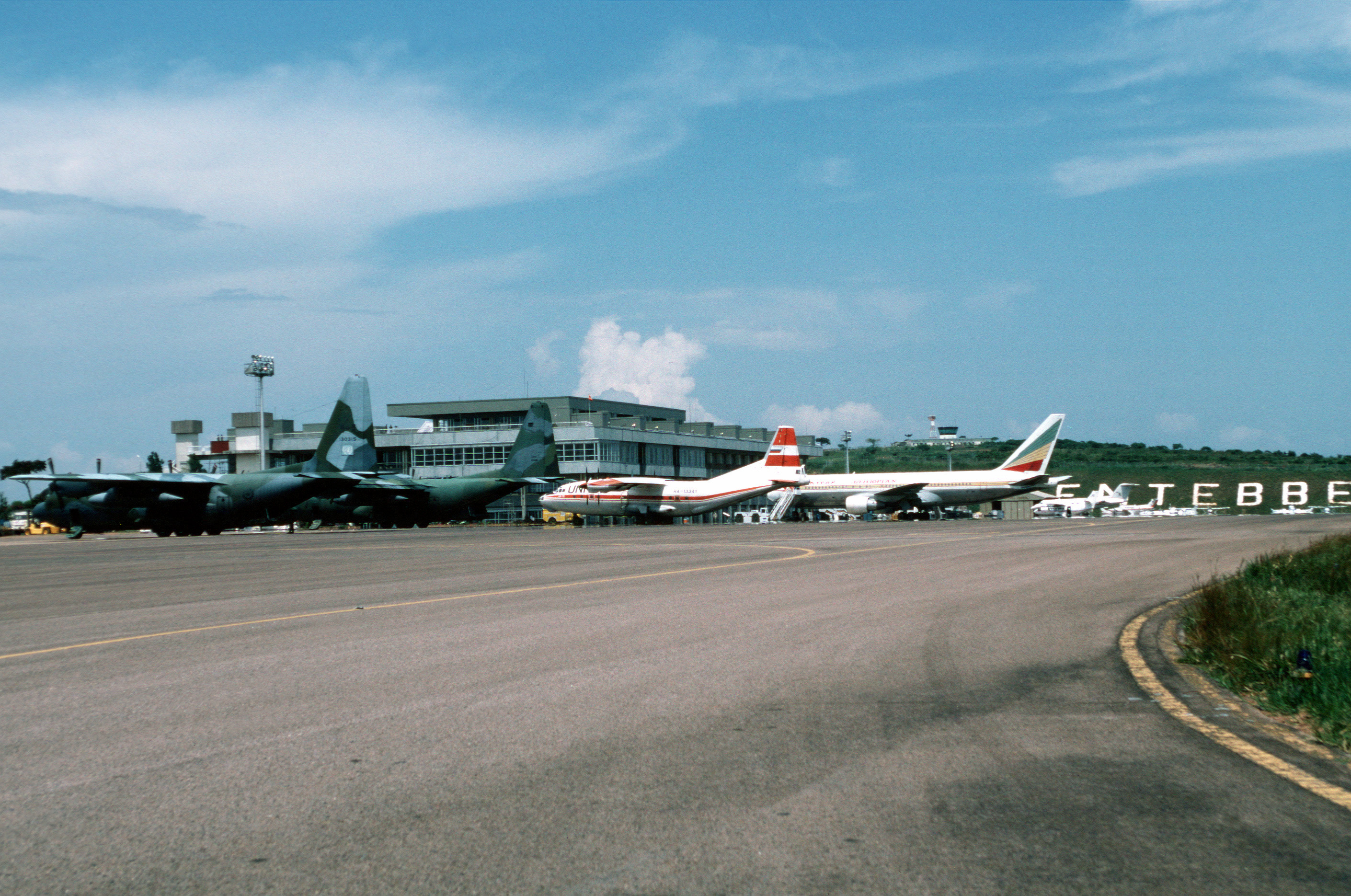
Nové letiště
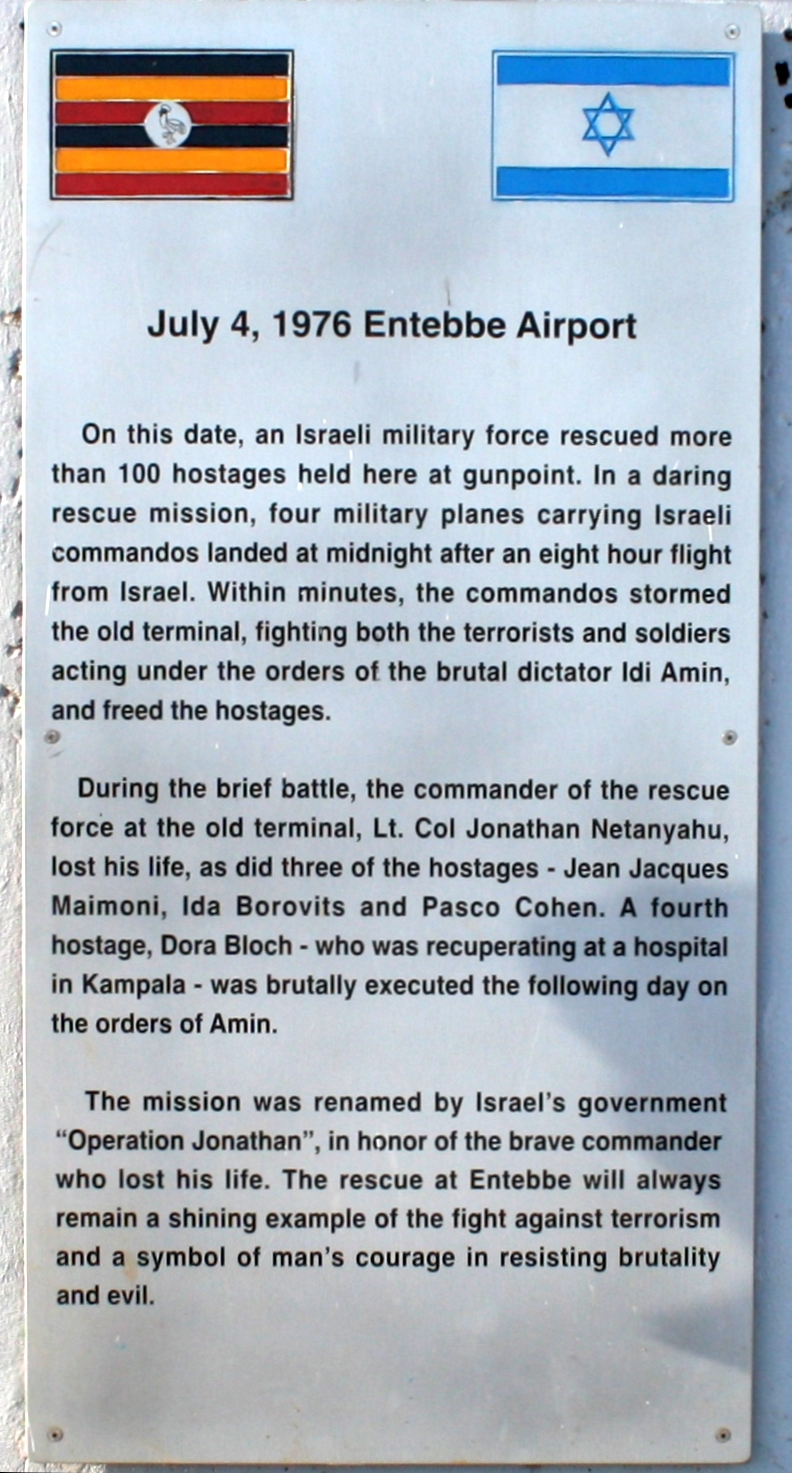
Pamětní deska operace Entebbe